# There Is Nothing Left to Lose
There Is Nothing Left to Lose är Foo Fighters tredje studioalbum, utgivet den 2 november 1999. Det producerades av Foo Fighters med Adam Kasper och innehåller singlarna "Learn to Fly", "Stacked Actors", "Generator", "Breakout" och "Next Year".

## Låtförteckning
| Nr  | Titel                                             | Längd |
| --- | ------------------------------------------------- | ----- |
| 1.  | Stacked Actors                                    | 4:17  |
| 2.  | Breakout                                          | 3:21  |
| 3.  | Learn to Fly                                      | 3:58  |
| 4.  | Gimme Stitches                                    | 3:42  |
| 5.  | Generator                                         | 3:48  |
| 6.  | Aurora                                            | 5:50  |
| 7.  | Live-In Skin                                      | 3:53  |
| 8.  | Next Year                                         | 4:37  |
| 9.  | Headwires                                         | 4:38  |
| 10. | Ain't It the Life                                 | 4:17  |
| 11. | M.I.A.                                            | 4:03  |
| 12. | Fraternity (bonusspår på den australiska utgåvan) |       |